# NGC 3109
NGC 3109 is een balkspiraalstelsel in het sterrenbeeld Waterslang. Het hemelobject werd op 26 maart 1835 ontdekt door de Britse astronoom John Herschel. NGC 3109 behoort tot de Lokale Groep, een cluster waartoe ook de Melkweg behoort.

## Synoniemen
- ESO 499-36
- MCG -4-24-13
- UGCA 194
- DDO 236
- AM 1000-255
- PGC 29128